# Нью-Строн (Канзас)
Нью-Строн (англ. New Strawn) — місто (англ. city) в США, в окрузі Коффі штату Канзас. Населення — 414 особи (2020).

## Географія
Нью-Строн розташований за координатами 38°15′51″ пн. ш. 95°44′34″ зх. д. / 38.26417° пн. ш. 95.74278° зх. д. (38.264179, -95.742707).  За даними Бюро перепису населення США в 2010 році місто мало площу 2,13 км², з яких 2,03 км² — суходіл та 0,10 км² — водойми.

## Демографія
Згідно з переписом 2010 року, у місті мешкали 394 особи в 163 домогосподарствах у складі 126 родин. Густота населення становила 185 осіб/км².  Було 173 помешкання (81/км²).
Расовий склад населення:
| - 95,9 % — білих - 1,5 % — корінних американців - 0,5 % — чорних або афроамериканців |

До двох чи більше рас належало 2,0 %. Частка іспаномовних становила 1,8 % від усіх жителів.
За віковим діапазоном населення розподілялося таким чином: 22,1 % — особи молодші 18 років, 68,5 % — особи у віці 18—64 років, 9,4 % — особи у віці 65 років та старші. Медіана віку мешканця становила 42,0 року. На 100 осіб жіночої статі у місті припадало 99,0 чоловіків;  на 100 жінок у віці від 18 років та старших — 96,8 чоловіків також старших 18 років.
Середній дохід на одне домашнє господарство  становив 92 536 доларів США (медіана — 85 000), а середній дохід на одну сім'ю — 101 827 доларів (медіана — 100 938). За межею бідності перебувало 3,9 % осіб, у тому числі 9,5 % дітей у віці до 18 років та 5,3 % осіб у віці 65 років та старших.
Цивільне працевлаштоване населення становило 227 осіб. Основні галузі зайнятості: транспорт — 32,2 %, освіта, охорона здоров'я та соціальна допомога — 25,6 %, науковці, спеціалісти, менеджери — 8,8 %, мистецтво, розваги та відпочинок — 7,5 %.